# Homerische Frage

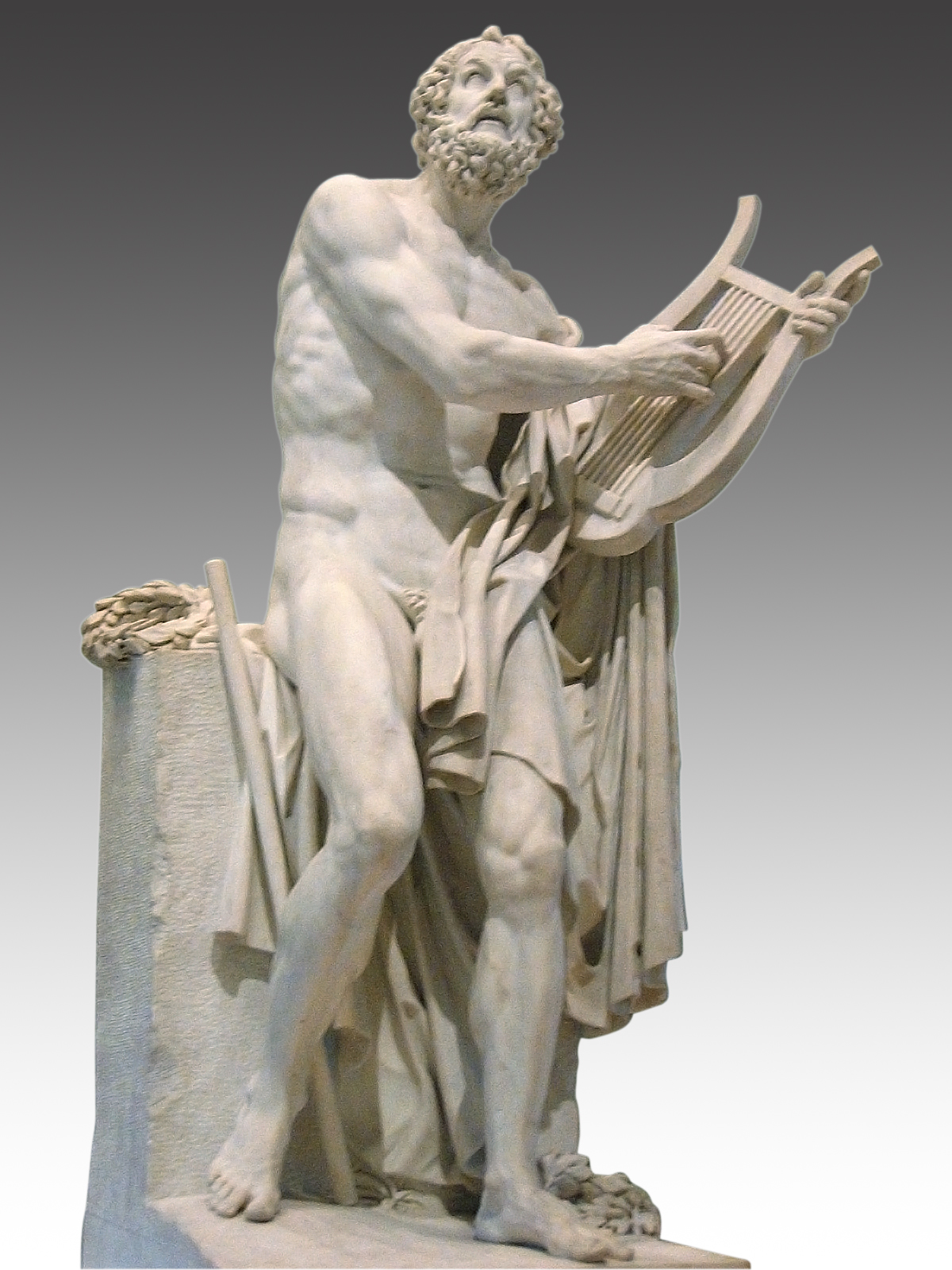
Statue, die Homer beim Singen seiner Werke darstellt.

Als homerische Frage (andere Schreibweise: Homerische Frage) bezeichnet man in der klassischen Philologie im engeren Sinn die Frage, ob die Ilias und die Odyssee das Werk eines einzelnen Dichters oder mehrerer Dichter sind. Im weiteren Sinn geht es um die Frage nach der Entstehung dieser beiden Epen und damit genau genommen um mehrere Fragen:
- War Homer eine geschichtliche oder eine fingierte Person?
- Stammen die Epen von einem einzigen Autor oder von verschiedenen?
- Sind die Werke jeweils vom Autor ersonnen worden, oder gehen sie auf mündliche Überlieferung zurück und sind später niedergeschrieben worden?
- Entstanden die schriftlichen Werke jeweils „aus einem Guss“, oder haben sie erst nach und nach ihre endgültige Gestalt angenommen?

## Heutiger Stand der Forschung
Die heute akzeptierte Antwort auf die homerische Frage lässt sich folgendermaßen zusammenfassen:
- Die Tradition des mündlichen Improvisierens von Dichtung in der festen Form von Hexametern (siehe Milman Parry) entstand ca. 1550 v. Chr.
- Der beliebte Sagenstoff der Troja-Geschichte existierte bereits 700 v. Chr.
- Homer, ein begabter Einzelgänger, nutzt die (seit ca. 800 v. Chr. existierende) Schrift zur Stoffstrukturierung und schafft so eine (oder bei Annahme einer Verfasseridentität zwei) individuell geformte Gestaltung(en) von Ausschnitten des vorhandenen Sagenstoffes:
  - die Retardation der Eroberung Trojas in einer 51-Tage-Erzählung unter dem Schwerpunkt „Zorn des Achilleus“ = Ilias;
  - die geglückte Heimkehr des Troja-Kämpfers Odysseus in einer 40-Tage-Erzählung = Odyssee.

Beide Epen wären so Produkte der Übergangszeit zwischen Mündlichkeit und Schriftlichkeit. Beide Werke wurden unter Verwendung der Schrift konzipiert und festgehalten, aber bis zur abgeschlossenen Verschriftlichung der griechischen Überlieferung weiterhin mündlich durch Rhapsoden weiterverbreitet. Diese Hypothesen sind jedoch unvollständig belegt.
Die Datierung der mündlichen Dichtung auf 1550 v. Chr. beruht auf der ungesicherten Theorie einer indogermanischen epischen Tradition (naturgemäß gibt es aus dieser Zeit keine Aufzeichnungen).
Gewisse Vokabeln, Wendungen und metrische Besonderheiten des Textes deuten auf ein wesentlich älteres Sprachstadium; dies lässt sich durch die Annahme einer indogermanischen dichterischen Tradition erklären. In der indogermanischen Sprachwissenschaft hat Homer deswegen eine sehr große Bedeutung.

## Die homerische Frage in der alten Philologie
Die Homer-Philologie der Antike erreichte im 3. und 2. Jahrhundert v. Chr. ihre Blütezeit. Die Bibliothek von Alexandria bildete das Zentrum der ersten Debatten. Die Homer-Erklärer Zenodotos von Ephesos, der eine Einteilung der Epen in 24 Bücher vorgenommen hatte, sein Schüler Aristophanes von Byzanz und Aristarchos von Samothrake führten philologische Diskussionen um die Authentizität von Einzelversen und Verspartien, was zur Streichung einiger Textpartien führte; jedoch zweifelte keiner von ihnen daran, dass beide Epen von einem Autor verfasst worden waren.
Die Verfasserschaft eines Autors wurde erstmals im 2. Jahrhundert v. Chr. von der radikalen Schule der Chorizonten (der „Zerteilenden“), der die Grammatiker Xenon und Hellanikos von Alexandria angehörten, abgelehnt und mit Aristarchos, der die gegensätzliche Meinung vertrat, zum Teil polemisch diskutiert. Später kam es zu einer kritischen Betrachtung der Ursprünglichkeit der Struktur der beiden Epen; eine Theorie besagte, der athenische Tyrann Peisistratos habe die Bücher Homers nach eigenem Ermessen geordnet.
Im 1. Jahrhundert n. Chr. diente die homerische Frage dem jüdischen Historiker Flavius Josephus als argumentative Waffe: In seiner Schrift Über die Ursprünglichkeit des Judentums an den alexandrinischen Grammatiker und Homer-Experten Apion formulierte er, die Griechen hätten viel später als die Juden lesen und schreiben gelernt, denn nicht einmal das älteste griechische Schriftdenkmal Homer habe „seine Dichtung, so sagt man, schriftlich hinterlassen, sondern aus dem Gedächtnis wiedergegeben, und deswegen enthalte sie so viele Ungereimtheiten“.
Danach ruhte die Homer-Philologie, bis sie um die Mitte des 14. Jahrhunderts durch Francesco Petrarca aufgegriffen wurde, der Homer dem Abendland bekannt machte.
Die neuzeitliche Problembehandlung ist von einem stärkeren geschichtlichen Sinn für die Dichtung Homers gekennzeichnet. Sie warf die Frage nach der genauen zeitlichen Einordnung Homers und den Bedingungen auf, denen seine Dichtung unterlag. Unter diesem Aspekt wurden die Diskussionen der Antike vor allem 1685 vom holländischen Historiker Johannes Perizonius wieder aufgegriffen. So lautete seine Theorie, Homer habe mündlich einzelne Lieder gedichtet, die später aufgeschrieben wurden und in Athen auf Veranlassung von Peisistratos zu Ilias und Odyssee zusammengefügt worden seien.
Als weniger seriös werden die 1715 veröffentlichten Theorien des François Hédelin angesehen, der die Existenz eines Menschen Homeros bestritt und die Epen als zusammengewürfelte Fragmente von „Tragödien und buntscheckigen Straßenliedern von Bettlern und Gauklern“ bezeichnete.

## Die Forschung seit Friedrich August Wolf (1759–1824)
Diese dilettantischen Ausführungen brachten den Halleschen Professor Friedrich August Wolf beinahe davon ab, seine ähnliche Theorie, die er unter anderem auf die Bemerkung von Josephus stützte, Homer habe nichts Schriftliches hinterlassen, weiterzuentwickeln. Bestärkt durch andere renommierte Kritiker brachte er 1795 dennoch seine Prolegomena ad Homerum heraus, die die neuzeitliche Homer-Forschung einleiteten.

### Analyse
Friedrich August Wolf gab 1795 den ersten Band einer Gesamtausgabe der homerischen Epen heraus. In der lateinischen Vorrede bemühte er sich, die Überlieferung der Epentexte nachzuzeichnen. Dazu analysierte Wolf alle antiken und zeitgenössischen Homer-Debatten, systematisierte sie und bildete ein Hypothesengebäude aus bereits bekannten Einzelteilen der Entstehungstheorien, das methodisch und so neuartig war, dass seine Prolegomena als die Grundlegung der Philologie als Wissenschaft gelten.
Die Grundlage von Wolfs Theorie war die Schriftlosigkeit der frühen Jahrhunderte: Da Homer in einer Zeit gelebt habe, die noch keine Textfixierung durch Schrift, sondern nur mündliche Wiedergabe gekannt habe, könne er nur die Grundlinie (bzw. gewisse tragende Hauptteile) der Handlung erdacht haben. Rhapsoden hätten diese vorhandene Grundstruktur mündlich weitergegeben und das sich auch im Wortlaut ändernde Werk dabei ständig im Sinne des Grundplans verändert, bis Peisistratos es im 6. Jahrhundert v. Chr. in Athen durch Niederschrift habe fixieren und ein Ganzes machen lassen (die sog. Peisistratidische Redaktion der Epen). Wolf ging also davon aus, dass die Ilias und die Odyssee die gemeinsamen Schöpfungen vieler Dichter seien, und setzte den Anfangsstoß für die Entfaltung der homerischen Frage im engeren Sinne. Johann Wolfgang Goethe schildert uns die Wirkung dieser Hypothese zu jener Zeit in den Tag- und Jahresheften 1821 so: „Die gebildete Menschheit war im Tiefsten aufgeregt, und wenn sie schon die Gründe des höchst bedeutenden Gegners nicht zu entkräftigen vermochte, so konnte sie doch den alten Sinn und Trieb, sich hier nur eine Quelle zu denken, woher soviel Köstliches entsprungen, nicht ganz bei sich auslöschen.“ Hier zeigt sich Goethes Skepsis, während er in einem Brief an Wolf (26. Dezember 1796) dessen Thesen zugestimmt hatte. Eine satirische Stellungnahme Goethes begegnet in dem Xenion Der Wolfsche Homer: „Sieben Städte zankten sich drum, ihn geboren zu haben; / Nun, da der Wolf ihn zerriss, nehme sich jede ihr Stück.“
Wolfs Theorien, die inzwischen widerlegt sind (1871 wurde die Schriftlichkeit der frühen Griechen durch den Fund der Dipylon-Kanne von etwa 740 v. Chr. bewiesen), gaben der darauf folgenden analytischen Homerphilologie den Anstoß, die Ur-Epen, also die ursprünglichen Passagen, aus den uns überlieferten Texten durch sprachlich-stilistische und strukturell begründete Analyse herauszufiltern. So zerlegte der Philologe Karl Lachmann die Ilias in 10–14 Einzellieder; der Analytiker Adolf Kirchhoff meinte, in der Odyssee zwei ursprünglich selbstständige, von einem Bearbeiter „stümperhaft zusammengesetzte“ Gedichte zu erkennen.
Die Analyse, die zu dem Zeitpunkt bereits im ständigen Streit mit der Sichtweise eines einheitlichen Textes stand, erreichte 1916 mit Ulrich von Wilamowitz-Moellendorff ihren Höhepunkt. Wilamowitz’ Hauptanliegen war es, die schichtweise vollzogene Zufügung von Textteilen zum originalen Kern zu rekonstruieren (er spricht von vier Bearbeitern) und somit die „Ur-Ilias“ aus dem uns vorliegenden Epos herauszulösen. In Homer sah er einen Dichter der Ilias, der um 750 v. Chr. mehrere bereits vorhandene Einzelgedichte aus dem Stoffkreis der Trojasage unter dem übergreifenden Gedanken vom Zorn des Achilles kompiliert hatte. Diese homerische „Ur-Ilias“ sei später in vier Bearbeitungsphasen durch verschiedene Dichter verändert worden. Wilamowitz stellt also die dichterische Einheit der Epen in die Mitte, nachdem sie früher wie bei Lachmann an den Schluss oder wie bei Wolf an den Beginn der Textentwicklung gesetzt worden war. Der Dichtername „Homer“ sei später auch auf die aus mehreren Urfassungen und Erweiterungen bestehende Odyssee übertragen worden. Diese These ist in dieser Konkretheit schwer nachzuweisen, jedoch lässt sich aufgrund sprachlicher, stilistischer und kultureller Überlegungen sagen, dass die Odyssee ungefähr eine oder gar zwei Generationen umfassende Zeitspanne (etwa 50 Jahre) später als die Ilias verfasst worden sein muss: Ihre Sprache zeigt jüngere Formen, leichteren Fluss, in ihr ist der Gebrauch von Gleichnissen gegenüber der Ilias stark eingeschränkt (im ungefähren Verhältnis 3,2:1); auch ist der Stil nicht mehr, wie in der Ilias, in mächtig-heroischen Sphären angesetzt, sondern in die Sphäre eines alltäglicheren Lebens gesenkt.
Fortgeführt wurde die Analyse ab 1947 von Willy Theiler und 1952 von Peter Von der Mühll, der von zwei verschieden alten Verfassern der Ilias ausgeht, von denen der ältere (Von der Mühll nennt hier Homer) die Ur-Fassung verfasst, der jüngere aber im 6. Jahrhundert v. Chr. das Vorhandene überarbeitet und erweitert habe.
Zur Fortwirkung des Ansatzes siehe Lönnrots Auffassung des finnischen Kalevala.

### Unitarismus
Der Unitarismus war und ist in der Homerforschung in der Minderheit; es dominiert auch in der Neuzeit die Meinung, dass die Ilias Homer zum Verfasser habe, die Odyssee jedoch von einem anderen, eventuell jüngeren Dichter geschrieben worden sei. Dem trat 1933 Felix Jacoby entgegen, indem er auf gemeinsame Kompositionselemente in beiden Gedichten verwies. 1938 wurde die unitaristische Herangehensweise von Wolfgang Schadewaldt, der von einem Grundautor für die Epen ausging, in seinen Ilias-Studien fortgesetzt. Schadewaldt argumentierte vor allem mit Beobachtungen stilistischer Art wie der gleichen Benutzung von Mitteln des epischen Erzählens (die in beiden Epen gleichermaßen verwendeten Kunstgriffe wie Retardation, also die Verlangsamung des Handlungsverlaufs, die Technik der Steigerung, das Streben nach Verklammerung, der Rückgriff und die Vorausdeutung sind nur einige seiner Argumente) und verwies auf Szenenentsprechungen in den beiden Epen.
Zwar geht Schadewaldt von einem am Beginn stehenden Autor beider Werke aus, vertritt jedoch bei der Entstehungstheorie der Epen nicht die Meinung, nur Homer sei an ihr beteiligt; seine Theorie deckt sich diesbezüglich in weiten Teilen mit der Von der Mühlls, auch er geht von zwei verschieden alten Dichtern aus. Schadewaldt steht also in der Mitte zwischen Unitarismus und Neoanalyse.

### Neoanalyse undOral-Poetry-Forschung
Mit dem Begriff der Neoanalyse bezeichnet man eine Forschungsrichtung in der Homer-Philologie, die zwar wie die Analyse nicht ausschließt, dass vorhomerische Dichtung bezüglich der Motivationen, Handlungsabläufe und Geschehensverknüpfungen einen Einfluss auf Homer gehabt habe, jedoch nicht davon ausgeht, Homer habe Stücke älterer Dichtungen unverändert in seine Werke übernommen. Wo die Analytiker eine stümperhafte Aneinanderreihung von prähomerischen Epen sahen, sah die Neoanalyse nun also die Hand eines Dichters, der die traditionelle Mythologie, Folklore und Epen für seine eigenen ästhetischen Ansprüche adaptierte. Als Begründer der Neoanalyse kann Dietrich Mülder gelten, als ein bedeutender Nachfolger Ioannis Kakridis mit seinen Homerischen Untersuchungen.
Die so genannte Oral-Poetry-Forschung ist vielfältig ausgeprägt und konzentriert sich auf die Untersuchung der sprachlichen Aspekte der Homerforschung. Ihre Entwicklung begann bereits im 19. Jahrhundert, parallel zu (und unbeachtet von) der Analytiker-Unitarier-Debatte mit dem Leipziger Professor Gottfried Hermann, der 1840 als erster die Mündlichkeit der Ependiktion aus ihrer Textstruktur ableitete (was Wolf lediglich theoretisch gemacht hatte, wofür er oft kritisiert wurde), die Füllselfunktion der Epitheta ornantia („schmückende Beiwörter“) erkannte und die Improvisationstechnik der Aoidoí mit der daraus folgenden Sprachform (wie beispielsweise der Formelhaftigkeit) beschrieb.
Die von Hermann aufgestellte Mündlichkeitstheorie setzte sich in den Studien des Amerikaners Milman Parry fort, der den Begriff der Oral Poetry prägte. Parry untersuchte in seiner 1928 auf Französisch verfassten Dissertation L'Epithète traditionelle dans Homère, in der er an vorangegangene Formelforscher anknüpfte, explizit das durch den Verszwang hervorgerufene Phänomen der Epitheta ornantia. Er ging davon aus, dass die homerische Diktion offensichtlich anderen Gesetzen als spätere Dichtung habe folgen müssen, und stellte daraufhin wie Hermann die Formelhaftigkeit der Dichtung fest. Aus einer exakten Statistik der Epitheton-Nomen-Verbindungen und ihrer gegenseitigen Beziehung im Vers stellte er sein Gesetz der epischen Ökonomie auf:

„Für ein und dieselbe Person oder Sache werden in dieser Diktion zwar mehrere metrisch und semantisch unterschiedliche Epitheton-Nomen-Verbindungen verwendet, aber (offensichtlich zur Gedächtnisentlastung) nur so viele, dass für eine bestimmte Versstelle immer nur eine zur Verfügung steht (obgleich beliebig viele metrisch gleichwertige, aber semantisch anderslautende gebildet werden könnten).“

Parry argumentierte weiterhin, für eine derartige Technik und ein solch reiches Formel-Repertoire seien Generationen ihrer Entwicklung notwendig; daher sei es klar, dass diese epische Diktion einer vorhandenen Tradition unterliege. Aus der so hergeleiteten Traditionalität folgerte er den dahinterstehenden Druck mündlichen Improvisationszwangs eines Vortragenden vor dem erwartungsvollen Publikum und zog als Zusatzbestätigung noch die unter den Guslaren lebende serbo-kroatische Volksepik patriarchalischer Gesellschaften in Montenegro heran.
Verbildlicht könnte man sagen, der Sänger hat im Gegensatz zum niederschreibenden Dichter während des Vortrags keine Zeit, über das nächste Wort nachzudenken, Veränderungen vorzunehmen oder das Vorhandene noch einmal zu überlesen. Die Formeln, die in einem Vers leicht an die richtige Stelle fallen würden, sind schwer zu erfinden. Da der Gesang spontan entsteht, kann der Sänger also nicht alle Phrasen nacheinander kritisch überprüfen. Um die Geschichte zu erzählen, wählt er bereits vorhandene Ausdrücke aus einer Sammlung von Wort-Gruppen (epische Diktion), die er beispielsweise bei anderen Sängern gehört und sich gemerkt hat. Jede solcher vorgefertigter Phrasen drückt einen bestimmten Gedanken in so beschaffenen Worten aus, dass sie in die vorgegebene Verslänge passt.
Parry sagt aus, dass, wenn eine Analyse der Erzählstruktur Widersprüche und Unlogisches an den Tag bringe, dies nicht auf die Fehler eines einzelnen Verfassers zurückzuführen sei, sondern auf die Ungereimtheiten bei der unvollständigen Kombination von Auszügen aus mehreren Quellen, also auf eine Verfasserpluralität. Gleichzeitig könne das Werk ebenso (und hier ist der neoanalytische Gedanke zu erkennen) eine Komposition eines Autors sein, der vom traditionellen System Gebrauch genommen habe.
Parrys Theorien wurden von seinem Schüler Albert B. Lord weitergeführt. Auf Milman Parry folgte nach dem Zweiten Weltkrieg eine Zeit der Rezeption und des Ausbaus seiner Theorien. In den 1980ern setzten die ersten wirklichen Fortschritte über Parrys Theorien hinaus ein. Unter anderem zeigten sprachwissenschaftliche Forschungen, dass die Traditionalität der epischen Sprache wesentlich weiter zurückreicht, als es Parry vermutet hatte, nämlich ins 16. Jahrhundert v. Chr. 1987 gelang es Edzard Visser, Parrys Theorien von ihrer Beschränkung auf die Epitheta zu lösen und den gesamten Prozess der Versgenerierung bei der Improvisation im Hexameter nachzuvollziehen: Der Sänger formt den Hexameter nicht, wie Parry annahm, durch das Zusammenführen von Text-Bausteinen, sondern in einer in jedem Vers von neuem vorgehender Setzung von Determinanten (bestimmenden Elementen) mit einer jeweiligen optionalen Ergänzung durch eine Variable (austauschbares Element) und füllt die noch vorhandenen Freiräume des Verses durch freie Ergänzungen. Dabei kann er Formelbausteine verwenden, aber auch ohne sie vollständig neue Sätze generieren.
Seit den 1970er Jahren führt die Regensburger Schule rund um Ernst Heitsch computergestützte Untersuchungen zur frühgriechischen Sprache durch. Die Wissenschaftler hatten zunächst damit begonnen, die einmalig auftauchenden Wiederholungen statistisch auszuwerten. Sie haben dabei festgestellt, dass sich – neben der schon bekannten Beschränkung auf wenige Themen wie Opfer, Mahl, See- und Wagenfahrt, Botengang, Bad, Versammlung und Rüstung – die Wiederholungen sehr ungleichmäßig über den Ilias-Text verteilen. Sie widersprechen damit den Schlussfolgerungen der Oral-Poetry-Forschung, dass die homerischen Werke vollständig durch Formeln erklärt werden könnten. Die Methodik hinter den Untersuchungen der Regensburger Schule wurde von manchen Forschern beanstandet, die Ergebnisse wurden in der Wissenschaft jedoch größtenteils nicht weiter beachtet.